# Bur Station
Bur Station er en dansk jernbanestation i stationsbyen Bur i Vestjylland.
Bur Station ligger vest for Holstebro og er en del af den vestjyske længdebane.